# Austrarchaea nodosa
Austrarchaea nodosa is een spinnensoort uit de familie Archaeidae. De soort komt voor in Queensland.